# Aeroporto Internacional Heydar Aliyev
O Aeroporto Internacional Heydar Aliyev (em azeri:  Heydər Əliyev adına beynəlxalq hava limanı) (IATA: GYD, ICAO: UBBB), anteriormente chamado Aeroporto Internacional de Bina, é um aeroporto internacional do Azerbaijão, localizado a 20 km a nordeste da capital Bacu. O aeroporto serve como base da Azerbaijan Airlines, companhia aérea nacional e da empresa de carga aérea Silk Way Airlines. É o aeroporto mais movimentado do Azerbaijão e do Cáucaso. Em 10 de março de 2004, o aeroporto foi renomeado para Heydar Aliyev, em homenagem ao ex-presidente do Azerbaijão. O aeroporto possui dois terminais (norte e sul) e um terminal de carga.

## Ligação externa
- «Sítio oficial» (em inglês)